# 1946 en Suède
Chronologie de la Suède
- 1942
- 1943
- 1944
- 1945
- 1946
- 1947
- 1948
- 1949
- 1950

Cet article présente les faits marquants de l'année 1946 en Suède ou relatifs à la Suède.

## Gouvernement
- Monarque : Gustave V.
- Premier ministre : Per Albin Hansson jusqu'au 6 octobre, Tage Erlander lui succède.

## Événements
- 9 octobre : Tage Erlander devient Premier ministre social-démocrate en Suède[1] (fin en 1969).
- 19 novembre : la Suède et l’Islande deviennent membres des Nations unies[2] (résolution 8 du Conseil de sécurité des Nations unies).

### Prix Nobel
Les lauréats du Prix Nobel en 1946 sont :
- Prix Nobel de chimie :
- Prix Nobel de littérature :
- Prix Nobel de la paix :
- Prix Nobel de physiologie ou médecine :
- Prix Nobel de physique :
- « Prix Nobel » d'économie :

## Naissances
- Naissances en Norvège en 1946

## Décès
- Décès en Norvège en 1946